# 304788 Cresques
304788 Cresques este o planetă minoră (asteroid) din centura de asteroizi. A fost descoperită pe 13 iulie 2007 la Observatorul Astronomic din Mallorca⁠(d) de Observatorul Astronomic din Mallorca⁠(d) și a fost numită după Cresques Abraham⁠(d). 
Obiectul prezintă o orbită caracterizată de o semiaxă mare de 2,3960431048207 UAi, o excentricitate de 0,23, o înclinație de 11,4 ° în raport cu ecliptica.